# Smaragdjuveltrast
Smaragdjuveltrast (Hydrornis elliotii) är en fågel i familjen pittor inom ordningen tättingar.

## Utseende och läte
Smaragdjuveltrasten är en jadegrön juveltrast med tätt tvärbandad undersida och svart ögonmask. Hanen har en blå fläck på hjässans bakre del och en mörkt lilablå fläck på buken. Honan saknar båda dessa fläckar och har istället ett ljust orangefärgat huvud. Sången är ett kort, bubblande utrop bestående av tre toner, i engelsk litteratur återgiven som "chowee-wu!". Lätet låter som ett tjut från en polisbil.

## Utbredning och systematik
Fågeln förekommer i allra sydöstligaste Thailand, Laos, Vietnam och Kambodja. Den behandlas som monotypisk, det vill säga att den inte delas in i några underarter.

## Levnadssätt
Smaragdjuveltrasten hittas i låglänta skogar. Liksom andra juveltrastar födosöker den djupt i tät undervegetation och kan därför vara svår att se, särskilt i kalkstensravinerna och de skogklädda flodkanterna den föredrar.

## Status och hot
Arten har ett stort utbredningsområde, men tros minska i antal, dock inte tillräckligt kraftigt för att den ska betraktas som hotad. Internationella naturvårdsunionen IUCN listar därför arten som livskraftig (LC).

## Namn
Fågelns vetenskapliga artnamn hedrar den amerikanska ornitologen Daniel Giraud Elliot.